# Jo Bentfeld

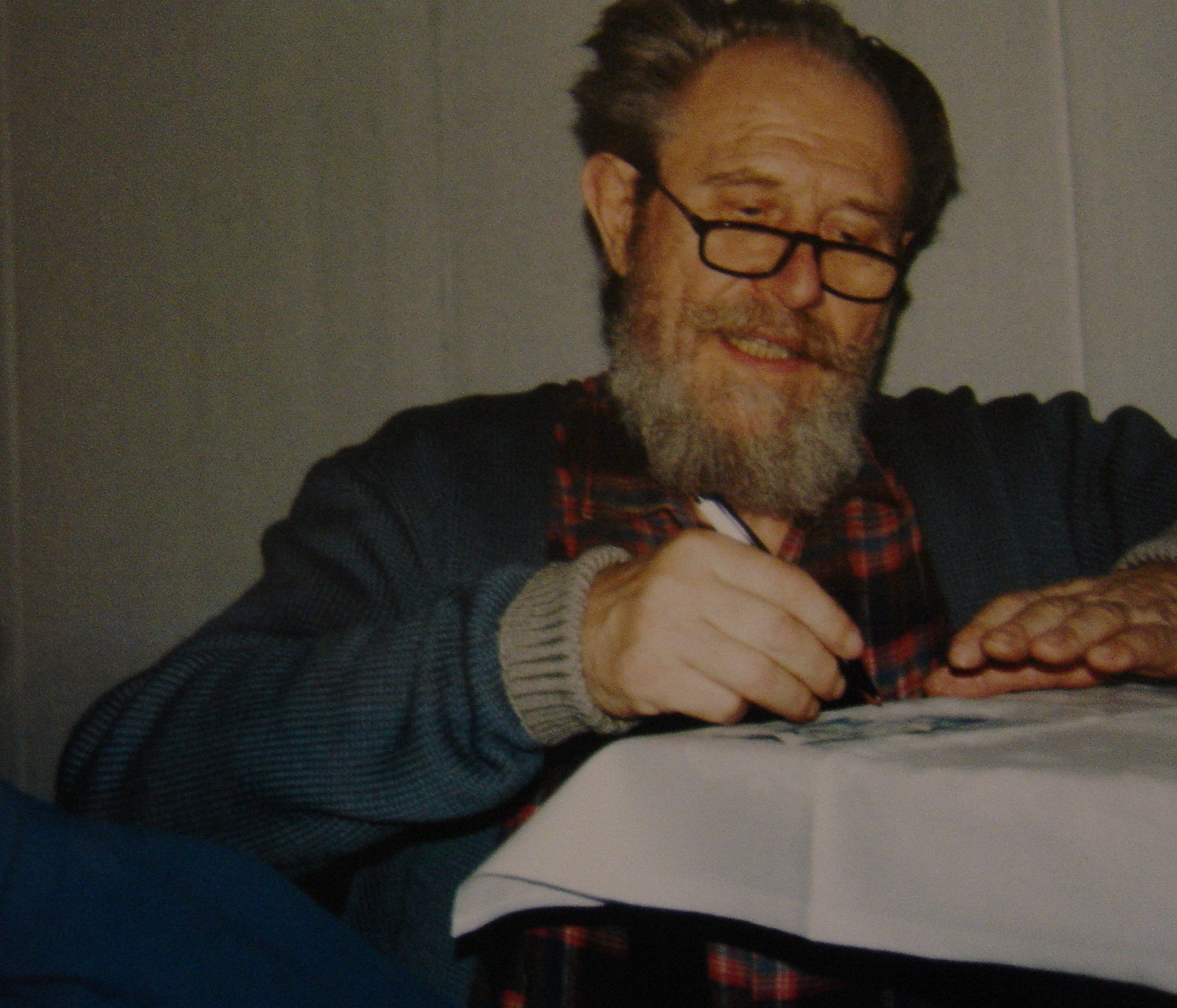
Jo Bentfeld auf einer Lesung in Hoyerswerda (2006)

Jo Bentfeld, eigentlich Hans Joachim Karl Blankenburg, (* 22. Juni 1932 in Ostrach, Landkreis Sigmaringen) ist ein deutscher Reiseschriftsteller, der über seine Erlebnisse als „Aussteiger“ in der Yukon-Wildnis in Kanada erzählt, aber auch touristische Reiseführer über dieses Gebiet herausgibt.

## Leben
Jo Bentfeld wuchs in Ostrach auf. Er absolvierte eine Lehre als Schreiner und war danach fünf Jahre als solcher tätig. 1955 trat er in den Polizeidienst ein und erhielt seine Grundausbildung an der Landespolizeischule „Carl Severing“ in Münster/Westfalen. Dort erhielt er den Abschluss als Polizeikommissar. Nebenbei erwarb er die Fachhochschulreife und studierte in Bochum Wirtschaftswissenschaften und Staatsrecht. Danach war er als Fachdozent in Bochum tätig.
Nach längerem Aufenthalt in Skandinavien ging er 1984 in den Hohen Norden Kanadas, ins mittlere Yukon-Territorium. Dort lebte er seither anschriftslos und unerreichbar in wegloser Wildnis, im selbstgebauten Blockhaus, drei Tagesmärsche vom letzten Waldweg entfernt, 150 km nördlich seiner nächsten Nachbarn, den Indianern von Ross River. Ein Filmteam der ARD drehte im Sommer 1992 eine Dokumentation Als Robinson in den Rocky Mountains.
Wesentlich zum Bekanntwerden des Autors trugen Teilnahmen an Talkshows bei, Rundfunkinterviews und Zeitungsberichte, darunter Stern 4/91 mit dem zehnseitigen Bildbericht eines Reporterteams des Stern, das im Winter zehn Tage lang in der Hütte an Jo´s Lake zu Besuch war.
Seine Frau Sabine teilte seit 1998 alle seine Unternehmungen. Zu Silvester 2000 wurde im Blockhaus in Kanada geheiratet. Jährlich kommt der Autor im Winter zu einer kurzen Vortragsreise nach Deutschland.

## Werke
- Die Neue Ausbeutung ISBN 978-3-9805870-4-4
- Zu Hause in der Yukonwildnis ISBN 3-9802815-4-X
- Abenteuer im Yukon – Land ISBN 3-9802815-5-8
- Alaska Highway ISBN 3-9802815-0-7
- Politik Am Anfang: Die Herausforderung des 21. Jahrhunderts: Globale Gerechtigkeit und nachhaltiges Wirtschaften ISBN 978-3-9805870-2-0
- Kanada (West) und Alaska preiswert reisen ISBN 978-3-89210-545-9
- Politik am Ende – des Wirtschaftswachstums ISBN 978-3-9802815-8-4
- Kanada (Ost) preiswert reisen ISBN 978-3-89210-608-1
- Alaska Highway. Die Traumstraße des Nordwestens.
- Tod eines Trappers ISBN 978-3-9802815-2-2
- Alaska Highway: Die Traumstrasse des Nordwestens ISBN 978-3-9802815-0-8
- Auf dem Yukon River: Von der Quelle zum Meer 1999 ISBN 3-9805870-0-2

| Personendaten    | Personendaten                                    |
| ---------------- | ------------------------------------------------ |
| NAME             | Bentfeld, Jo                                     |
| ALTERNATIVNAMEN  | Blankenburg, Hans Joachim Karl (wirklicher Name) |
| KURZBESCHREIBUNG | deutscher Reiseschriftsteller                    |
| GEBURTSDATUM     | 22. Juni 1932                                    |
| GEBURTSORT       | Ostrach, Landkreis Sigmaringen                   |